# Otilio Alba Polo
Otilio Alba Polo (Barcelona, 1915 - Camp de la Bota, 18 de març de 1941) va ser un destacat dirigent del Partit Socialista Unificat de Catalunya (PSUC) durant els primers anys de la dictadura franquista al costat del seu secretari general, Alejandro Matos. Va ser encarregat de la propaganda de l'organització i va establir per primera vegada contacte amb els militants del PSUC que es trobaven a França exiliats del franquisme després de la Guerra Civil. Va ser descobert i detingut, jutjat, condemnat a mort i afusellat al Camp de la Bota el març de 1941.
Va néixer a Barcelona, al passatge dels Ciutadans, n° 9, va ser el gran de tres germans, el seguiren Carme i Josep. Va formar part d'una familia molt activa a nivell politic, ja que el seu tiet va ser Miguel Alba Lozano, casat amb Maria Mateo Bruna, germana de Blas Mateo Bruna.